# Két kis dinó a zsírkréta korban
A Két kis dinó a zsírkréta korban  egy könyvsorozat, amelyet Berg Judit írt és Kőszeghy Csilla illusztrált. Főhősei Trikó és Nyamm.
A történetben Trikó, a kis Triceratopsz és barátja, Nyamm, a kis T-Rex (Tyrannosaurus rex) bemutatnak egy kitalált időszakot, a zsírkrétakort (a valóságban kréta kort), onnan időutazással eljutnak Budapestre, majd a középkori Magyarországra és végül az ókori Kréta szigetére. A 2018-as rész Amerika felfedezésére viszi el a szereplőket.

## Szereplők
- Cinkeszaurusz – Csipogó, tollas lény, az új világ lakója. Állandóan beszél, de legalább nem veszélyes.
- Iguanodon – Szelíd, növényevő dinó, de olyan hosszú és buta neve van, hogy jobb, ha nem is beszélünk róla többet.
- Pterszaurusz – Szárnyas dinó nagy karmokkal, csőrrel és fogakkal. Leginkább egy helikopterre hasonlít, amire két markolókanalat illesztettek. Picit sem jó fej.
- Raptor – A TRAKTOR (nagyon) távoli rokona. Mindkettő nagyon hangos és nem érdemes útjába állni. De Raptor harap is. Veszedelmes ragadozó.
- Szauropoda – Nagy növényevő dinoszaurusz.
- Sztegoszaurusz – A zsírkréta kor indiánja.
- T-Rex – Ilyen dinoszaurusz Nyamm.
- Triceratopsz – Ilyen dinoszaurusz Trikó.
- Vaddisznó – Szánalmas kis mitugrász.

## Történet
Trikó egy kis triceratopsz dinoszaurusz a "zsírkréta korban". Nemrég született, de utálja a páfrányt, holott minden triceratopsz azt legel. Egy nap ráakad egy mesésen finom bogyókkal teli bokorra, és mindet felfalja.
Reggelre Trikó összemegy a bogyóktól, és olyan pici lesz mint egy mobiltelefon. A mamája aggódik érte, de mikor eljön a vándorlás ideje, Trikó elmarad a csordától, mivel picike. Ekkor barátkozik össze Nyammal, a T-rexsszel, aki pont ugyanakkora mint ő. Sok minden megesik velük, míg eljutnak a mi világunkba.
Fejezetek
1. A csodabogyók
2. A tirex
3. A barátság
4. A terv
5. A szitakötő
6. Út a vulkánhoz
7. A menekülés
8. A kívánság
9. Az új világ
10. Az ismerkedés
11. A vaddisznó
12. A szúrós golyó
13. A csupaszlábú
14. A hátizsák
15. A váratlan gondolat
16. Az exprex

## A sorozat kötetei
1. Két kis dinó a zsírkréta korban (2011)
2. Két kis dinó Budapesten (2012)
3. Két kis dinó a középkorban (2013)
4. Két kis dinó Krétán (2016)

5. Két kis dinó felfedezi Amerikát (2018)
A sorozat folytatódik.